# Timeless (песня The Weeknd и Playboi Carti)
«Timeless» — песня канадского певца The Weeknd и американского рэпера Playboi Carti (Джордан Террелл Картер). Она была выпущена лейблами XO и Republic Playboi Carti 27 сентября 2024 года в качестве ведущего сингла шестого студийного альбома Weeknd Hurry Up Tomorrow (2025). Спродюсированная Pharrell Williams, Mike Dean, Ojivolta и Jarrod «Twisco» Morgan, песня имела коммерческий успех, заняв третье место в Billboard Hot 100 и восьмое место в Billboard Global 200, а также дебютировала и попала в десятку лучших в 15 странах.

## История
Впервые The Weeknd и Playboi Carti сотрудничали в песне «Popular» с американской певицей Мадонной, выпущенной в рамках снятого с производства альбома саундтреков к фильму The Idol. После сотрудничества The Weeknd похвалил то, что они с Carti объединили в треке и во время сессий. 26 августа 2024 года Carti опубликовал в своем Instagram фото себя и The Weeknd по FaceTime, намекая на возможное второе сотрудничество.
25 сентября The Weeknd опубликовал в социальных сетях скриншот из клипа на песню «Timeless».. Он также подтвердил, что песня будет выпущена 27 сентября в качестве второго сингла альбома.

## Отзывы
После выхода «Timeless» получил в целом положительные отзывы от музыкальных критиков. Pitchfork похвалил «со вкусом» и «бесшовное» звучание трека, описав его как «космическую лаунж-музыку». Однако рецензент раскритиковал глубоко ухоженное производство песни и стратегический тайминг, отметив, что, несмотря на название, оба артиста, похоже, осознают, что «их слава не будет длиться вечно». Марк Чинапен из Medium оценил задорную энергию песни и возвращение Weeknd к звучанию, вдохновленному трэпом, продемонстрировав «хвастливую ауру „Короля падения“» Weeknd и подчеркнув его запоминающийся припев и фирменный фальцет. Он высоко оценил выступление Playboi Carti и считает, что его куплет удачно дополнил ритм. Однако рецензент посчитал, что продюсирование было несколько «базовым» и не таким особенным, как ожидалось. Несмотря на это, Чинапен считает «Timeless» хорошим вторым синглом с Hurry Up Tomorrow, а его включение вместе с «Dancing in the Flames» намекает на альбом с «сплавом различных звуков».

## Чарты
| Чарт (2025)                            | Высшая позиция |
| -------------------------------------- | -------------- |
| Австралия (ARIA)                       | 11             |
| Австралия Hip Hop/R&B (ARIA)           | 1              |
| Австрия (Ö3 Austria Top 40)            | 5              |
| Бельгия/Валлония (Ultratop 50)         | 45             |
| Канада (Billboard Canadian Hot 100)    | 4              |
| Чехия (Singles Digitál Top 100)        | 14             |
| Дания (Tracklisten)                    | 10             |
| Финляндия (Suomen virallinen lista)    | 14             |
| Франция (SNEP)                         | 20             |
| Германия (GfK)                         | 8              |
| Мир (Billboard Global 200)             | 8              |
| Великобритания (OCC UK Singles)        | 7              |
| Великобритания (OCC UK Hip Hop/R&B)    | 1              |
| США (Billboard Hot 100)                | 3              |
| США (Billboard Dance/Mix Show Airplay) | 35             |
| США (Billboard Hot R&B/Hip-Hop Songs)  | 1              |
| США (Billboard Pop Airplay)            | 12             |
| США (Billboard R&B/Hip-Hop Airplay)    | 7              |
| США (Billboard Rhythmic)               | 1              |

## Сертификации
| Регион | Сертификация  | Продажи   |
| --- | ------------- | --------- |
| Бельгия (BEA) | Золотой       | 20 000    |
| Канада (Music Canada) | 2× Платиновый | 160 000   |
| Дания (IFPI Danmark) | Золотой       | 45 000    |
| Франция (SNEP) | Золотой       | 100 000   |
| Новая Зеландия (RMNZ) | Платиновый    | 30 000    |
| Польша (ZPAV) | Золотой       | 25 000    |
| Португалия (AFP) | Платиновый    | 10 000    |
| Испания (PROMUSICAE) | Золотой       | 30 000    |
| Швейцария (IFPI Switzerland) | Золотой       | 15 000    |
| Великобритания (BPI) | Золотой       | 400 000   |
| Стриминг |               |           |
| Греция (IFPI Greece) | 2× Платиновый | 4 000 000 |
| Данные о продажах + прослушиваниях приведены только на основе сертификации. · Данные только о прослушиваниях приведены на основе сертификации. |               |           |